# دندان طلا
دندان طلا فیلمی به کارگردانی حسین فردرو و نویسندگی منوچهر احترامی محصول سال ۱۳۷۰ است.

## داستان
علی‌اکبر، روستایی ساده‌دل، برای اولین بار یک جفت دندان مصنوعی را از شهر به دِه دورافتادهٔ خود وارد می‌کند…

## بازیگران
- جمشید مشایخی
- سعید امیرسلیمانی
- مریم معترف
- رضا کرم رضایی
- باقر صحرارودی
- مهدی کاشانیان
- طاهره سری
- روح‌اله مفیدی
- انوش نوروزی
- حمید میرباقری
- عباس محبی
- سپند امیرسلیمانی
- حسن شجاع
- افسانه چهره آزاد
- امیر نوروزی
- فریبا خیاطیان
- مریم شیرازی
- پرویز شهردست
- احمد گودرزی
- رضا صمیمی
- رضا محمدی
- رضا به پسند
- تقی علی مردانی
- پگاه شهردست
- نازنین فردرو